# 漢貝格山 (基茨比爾阿爾卑斯山脈)
47°19′30″N 11°54′33″E / 47.32500°N 11.90917°E

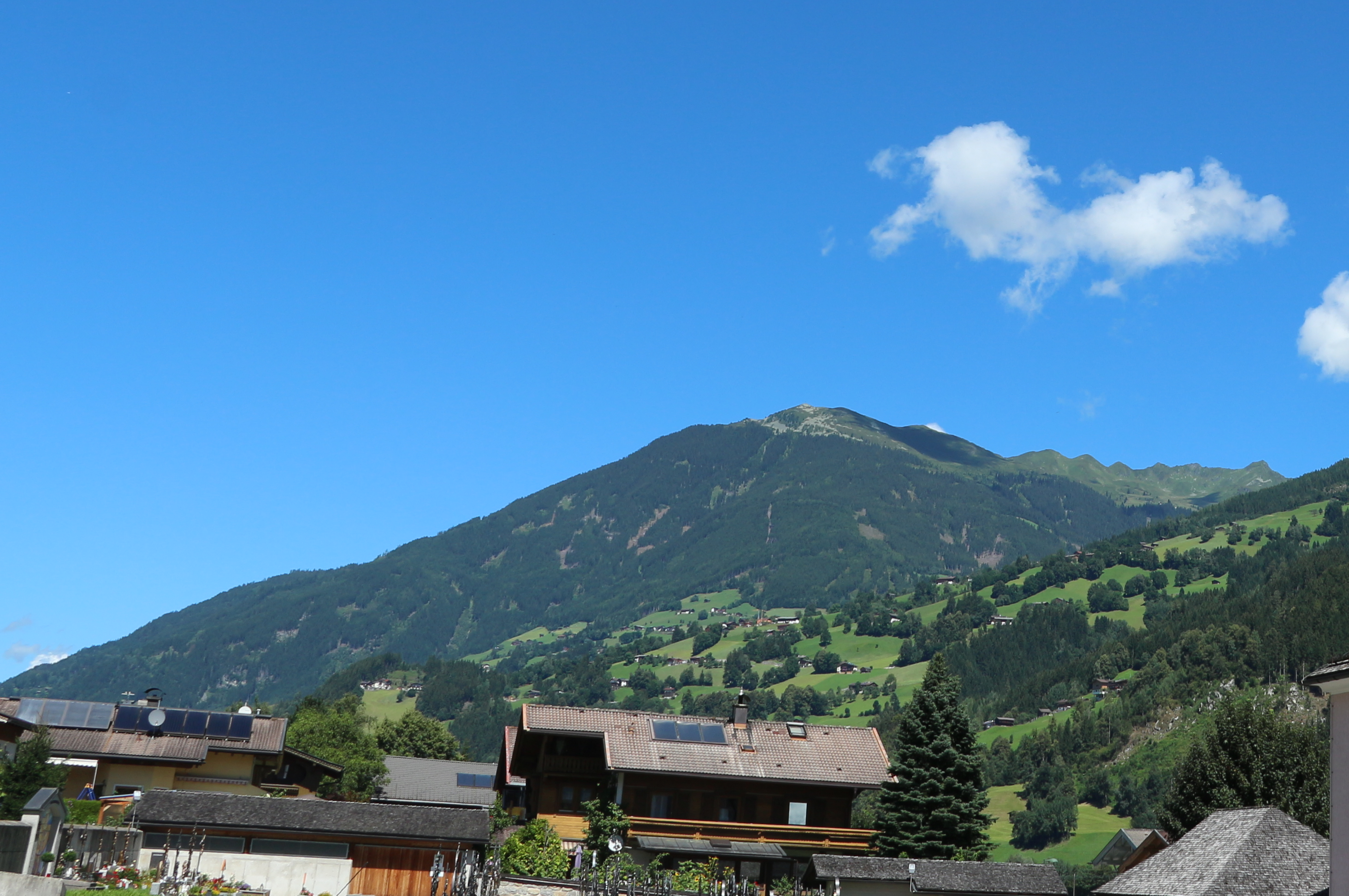

漢貝格山（德語：Hamberg），是奧地利的山峰，位於該國西部，由蒂羅爾州負責管轄，屬於基茨比爾阿爾卑斯山脈的一部分，海拔高度2,096米，每年平均降雨量1,806毫米。